# هيلا لولو لين
هيلا لولو لين (بالعبرية: הילה לולו לין‏) هي رسامة إسرائيلية، ولدت في 1964 في العفولة في إسرائيل.